# Gerhard Strack
Gerhard Strack (1. září 1955, Kerpen - 21. května 2020) byl německý fotbalista, obránce.

## Fotbalová kariéra
Začínal v týmu 1. FC Köln, za který odehrál téměř celou kariéru. V Bundeslize nastoupil ve 261 utkáních a dal 30 gólů. V roce 1978 vyhrál s 1. FC Köln bundesligu a v letech 1977, 1978 a 1983 německý fotbalový pohár. Od roku 1985 hrál dvě sezóny švýcarskou ligu za FC Basilej. Kariéru končil ve druhé bundeslize v týmu Fortuna Düsseldorf. V Poháru mistrů evropských zemí nastoupil v 5 utkáních, v Poháru vítězů pohárů v 5 utkáních a dal 3 góly a Poháru UEFA nastoupil ve 29 utkáních a dal 6 gólů. Za západoněmeckou reprezentaci nastoupil v letech 1982-1983 v 10 utkáních a dal 1 gól. Byl členem západoněmecké reprezentace na Mistrovství Evropy ve fotbale 1984, ale v utkání nenastoupil.

## Ligová bilance
| Ročník                                    | Zápasy | Góly | Klub               |
| ----------------------------------------- | ------ | ---- | ------------------ |
| Německá fotbalová Bundesliga 1974/1975    | 18     | 1    | 1. FC Köln         |
| Německá fotbalová Bundesliga 1975/1976    | 21     | 2    | 1. FC Köln         |
| Německá fotbalová Bundesliga 1976/1977    | 16     | 2    | 1. FC Köln         |
| Německá fotbalová Bundesliga 1977/1978    | 32     | 2    | 1. FC Köln         |
| Německá fotbalová Bundesliga 1978/1979    | 19     | 1    | 1. FC Köln         |
| Německá fotbalová Bundesliga 1979/1980    | 30     | 6    | 1. FC Köln         |
| Německá fotbalová Bundesliga 1980/1981    | 22     | 3    | 1. FC Köln         |
| Německá fotbalová Bundesliga 1981/1982    | 32     | 6    | 1. FC Köln         |
| Německá fotbalová Bundesliga 1982/1983    | 28     | 5    | 1. FC Köln         |
| Německá fotbalová Bundesliga 1983/1984    | 26     | 2    | 1. FC Köln         |
| Německá fotbalová Bundesliga 1984/1985    | 17     | 0    | 1. FC Köln         |
| 1. švýcarská liga 1985/1986               | 25     | 2    | FC Basilej         |
| 1. švýcarská liga 1986/1987               | 25     | 2    | FC Basilej         |
| 2. německá fotbalová Bundesliga 1987/1988 | 17     | 2    | Fortuna Düsseldorf |
| CELKEM Bundesliga                         | 261    | 30   |                    |
| CELKEM 1. švýcarská liga                  | 50     | 4    |                    |